# 101811 Jakobkaup
101811 Jakobkaup è un asteroide areosecante. Scoperto nel 1999, presenta un'orbita caratterizzata da un semiasse maggiore pari a 2,363063 UA e da un'eccentricità di 0,321412, inclinata di 22,199802° rispetto all'eclittica.
È dedicato a Johann Jakob Kaup, naturalista tedesco del XIX secolo.